# Cesarzama
Cesarzama es una localidad boliviana perteneciente al municipio de Chimoré, ubicado en la provincia de Carrasco del departamento de Cochabamba. En cuanto a distancia, Cesarzama se encuentra a 202 km de la ciudad de Cochabamba, la capital departamental, a 8 km de Chimoré. La localidad forma parte de la Ruta 4 de Bolivia.
Según el último censo de 2012 realizado por el Instituto Nacional de Estadística de Bolivia (INE), la localidad cuenta con una población de 2375 habitantes y está situada a 275 metros sobre el nivel del mar.

## Demografía

### Población de Cesarzama
| Año  | Población | Fuente                  |
| ---- | --------- | ----------------------- |
| 1992 | 1000      | Censo boliviano de 1992 |
| 2001 | 1500      | Censo boliviano de 2001 |
| 2012 | 2375      | Censo boliviano de 2012 |